# 甲南女子中学校・高等学校
甲南女子中学校・高等学校（こうなんじょし ちゅうがっこう・こうとうがっこう、英称：Konan Girls' Junior & Senior High School）は、兵庫県神戸市東灘区森北町に所在し、中高一貫教育を提供する私立女子中学校・高等学校。
略称は甲南女子、南女（なんじょ）。
1911年に平生釟三郎ら住吉村に在住していた財界人たちによって、甲南幼稚園と甲南小学校が創立された。その後、1919年に創立された甲南中学校の創立委員会席上において、創立委員で安宅産業社長の安宅弥吉が女子教育の必要性を訴え、女学校の設立を主唱。翌年の1920年に「官立にはない自由な校風の私立の女学校」を目指し、甲南高等女学校が創立された。
校舎は1968年築の村野藤吾によるモダニズム建築である。講堂や茶室を含む8つの施設が登録有形文化財に登録されている。

## 沿革

### 年表
- 1919年 - 甲南中学校創立委員会席上にて、安宅弥吉が女学校の設立を主唱。
- 1920年4月 - 甲南高等女学校開校。初代校長は甲南中学校長の小森慶助。甲南幼稚園の2教室を借用して開校される。
- 1921年 - 財団法人甲南学園甲南高等女学校設立認可。
- 1921年11月27日 - 本山村字田中に校舎本館竣工。同日を創立記念日とするのはこれが由縁。
- 1923年 - 表甚六が初代専任校長に就任。
- 1925年 - 校友会（現：和光会）を組織。
- 1930年 - 創立10周年記念式典挙行。
- 1938年 - 阪神大水害で校舎埋没。
- 1942年 - 専攻科設置。
- 1945年 - 神戸大空襲で校舎全焼。芦屋の仏教会館1階ホールを借用して授業再開。
- 1947年 - 校舎竣工。
- 1948年 - 新制高校設立認可。財団名を財団法人甲南女子学園に変更。
- 1955年 - 甲南女子短期大学開学。
- 1964年 - 甲南女子大学開学。
- 1968年 - 校舎が現在地の神戸市東灘区本山町に移転。設計は村野藤吾。
- 1992年 - 高校の外部募集を停止。
- 1995年 - 阪神・淡路大震災で校舎損傷。
- 2001年 - 甲南小学校、甲南中学校・高等学校と共に環境教育研究開発校に選定。
- 2002年 - 甲南女子短期大学閉学。
- 2008年 - 2コース制に移行。
- 2012年 - 新校舎竣工。
- 2019年 - 講堂を含む6つの施設が登録有形文化財に登録[1]。
- 2020年 - 創立100周年プロジェクト。公式キャラクターのWAKOちゃんを認定。
- 2021年 - 創立100周年記念式典挙行。
- 2022年 - 茶室を含む2つの施設が登録有形文化財に登録[2]。

## 教育

### 特色
「自立」と「自立を支える学力の充実」を教育目標にし、「探求」など自主性を育てる授業や保育園実習、長期・短期の交換留学を含む外国語・国際理解教育や著名人を招いた特別授業などに特色がある。英語・数学は習熟度別少人数で行い、中高6年間を基礎期（中1・中2）、充実期（中3・高1）、発展期（高2・高3）に分けている。

### 設置学科
全日制課程 普通科（単位制）
- Sアドバンストコース
- スタンダードコース

### 校訓
建学の精神は「まことの人間をつくる」。校訓は「知・仁・勇」の三徳と、「真・善・美」の精神的価値に、高潔・崇高・品位を加えた「清く 正しく 優しく 強く」。校章は校訓を象徴化したもので、中央の白い六角形は白雪、外側の緑の六芒星は松を表し、中心の「甲大」を中心に左右にクローバーがある。白雪の清らかさを、六芒星は正しさを、クローバーは優しさを、松は風雪に耐える強さをそれぞれ象徴している。

### 教育方針
- 全人教育 - 知・徳・体の円満な発達をはかり、人格第一の教育に徹し、誠実にして気品ある女性を育成する。
- 個性尊重 - 個性を尊重して、それぞれ天賦の資質を豊かに伸ばす。
- 自学創造 - 自学創造の学習態度を養い、真の知識技能を体得させる。

### 教育理念
建学の理念を基盤に、知性品格を備え、人生や社会に対して前向きに取組む自立した女性を育成する。
1. 人としての教養と常識を基本に、中等教育にふさわしい学力を養い、個性や適性に応じた進路志望を自覚し実現する力を育てる。
2. 内から輝く個性を磨き、人間愛を持って他に尽くす、思いやりの心を育てる。
3. 自ら学びを考える姿勢を育み、社会の中で人と協同して、主体的に生きていく力を育てる。

## 校歌
第一校歌、第二校歌、愛唱歌の三つの校歌がある。1番が明治天皇、2～4番が昭憲皇太后が詠んだ御歌に、信時潔の曲をあてた第一校歌は、1927年3月に制定され、校訓である 「清く 正しく 優しく 強く」がそれぞれ1番から4番の歌詞に対応している。対して第二校歌は高校3年生の作詞・作曲によって毎年新しく作られ、二つの校歌は「伝統と創造」を重んじる甲南女子のシンボルとなっている。また、愛唱歌である『青春はいま』は、中村千栄子が作詞、平吉毅州が作曲を務めた楽曲であり、二つの校歌と共に歌い継がれている。

## 制服
1924年にセーラー服を制服として制定。セーラー服と決めたが形は決めなかったので、生徒は各自の判断で色々なものを着た。徐々に形を統一し、1935年頃には現在の形となった。また、補助カバンは卒業生の坂野惇子が立ち上げたファミリアの特注品であり、このデニム地にアップリケの刺繍が施された特徴的な「ファミリアバッグ」は神戸の女子校の間で広く親しまれている。

## 学生活動

### 生徒会
- 和光会（旧：校友会）

### 部活動
アーチェリー部は、2001年全日本アーチェリー選手権大会で史上最年少優勝を果たした。またコーラス部は、高校野球の開会式に毎年参加したり、2006年のじぎく兵庫国体の開会式に参加するなどしている。
運動部
- アーチェリー部
- 弓道部
- テニス部
- 水泳部
- ソフトテニス部
- ソフトボール部
- 卓球部
- バスケットボール部
- バレーボール部
- 陸上競技部

文化部
- E.S.S
- 演劇部
- オーケストラ部
- 科学部
- 華道部
- コーラス部
- 文学部
- 茶道部

- J.R.C部
- 写真部
- 書道部
- 箏曲部
- ダンス部
- 地歴部
- 美術部
- 放送部

### PTA
- 育友会（旧：母の会）

### 同窓会
- 清友会

### 基金
- クローバー会

## 交通
- 阪急神戸本線「芦屋川駅」西北西へ徒歩約15分。
- JR神戸線（東海道本線）「甲南山手駅」北へ徒歩約10分。

## 著名な出身者
- 佐藤愛子[5] - 作家
- 武谷なおみ[5] - イタリア文学者
- 坂野惇子[6] - ファミリア創業者
- 小池百合子[5] - 政治家、第20・21・22代東京都知事
- 樹なつみ[5] - 漫画家
- 最相葉月[5] - ノンフィクション作家
- 村上実沙子 - タレント
- 和音美桜 - 元宝塚歌劇団宙組娘役
- 藤咲えり - 元宝塚歌劇団宙組娘役
- 輝月ゆうま - 宝塚歌劇団専科男役
- 武田麗子 - 馬術選手
- 豊福海央 - あいテレビアナウンサー

## 系列校
- 学校法人甲南女子学園
  - 甲南女子大学
- 学校法人甲南学園
  - 甲南大学
  - 甲南中学校・高等学校
- 学校法人甲南学園甲南小学校
  - 甲南小学校
  - 甲南幼稚園